# Holodivka, Sudak
Holodivka (în ucraineană Холодівка) este un sat în comuna Hrușivka din orașul regional Sudak, Republica Autonomă Crimeea, Ucraina.

## Demografie
Componența lingvistică a localității Holodivka
     Tătară crimeeană (46,72%)
     Rusă (40,31%)
     Ucraineană (11,09%)
     Alte limbi (0,79%)
Conform recensământului din 2001, nu exista o limbă vorbită de majoritatea populației, aceasta fiind compusă din vorbitori de tătară crimeeană (46,72%), rusă (40,31%) și ucraineană (11,09%).